# 1568년

## 연호
- 명(明) 융경(隆慶) 2년
- 일본(日本) 에이로쿠(永禄) 11년
- 후 레 왕조(後黎朝) 찐찌(正治) 11년
- 막 왕조(莫朝) 투언푹(淳福) 4년 / 숭캉(崇康) 원년

## 기년
- 류큐(琉球) 쇼겐왕(尚元王) 13년
- 명(明) 목종 융경제(穆宗 隆慶帝) 2년
- 조선(朝鮮) 선조(宣祖) 원년
- 후 레 왕조(後黎朝) 영종(英宗) 12년
- 막 왕조(莫朝) 막머우헙(莫茂洽) 4년

## 사건
- 오라녜 공 빌럼 1세가 합스부르크 왕가에 선전포고하여 네덜란드 독립전쟁이 시작됨.

## 탄생
- 3월 9일 - 이탈리아의 예수회원, 로마 가톨릭교회 성인 알로이시오 곤자가. (~1591년)
- 4월 5일 - 제235대 로마의 교황 교황 우르바노 8세. (~?)
- 12월 21일 - 일본 센고쿠 시대 무장 구로다 나가마사. (~1623년)